# Manuel Camacho
Víctor Manuel Camacho Solís (Cidade do México, 30 de março de 1946 - 2015) foi um político mexicano, ex-membro do Partido Revolucionário Institucional, também um dos colaboradores mais próximos de Carlos Salinas de Gortari, durante a administração de 1988-1994, foi deputado federal (plurinominais), pelo Partido da Revolução Democrática e assessor de Marcelo Ebrard Casaubon.